# Xã Overland, Quận Ramsey, Bắc Dakota
Xã Overland (tiếng Anh: Overland Township) là một xã thuộc quận Ramsey, tiểu bang Bắc Dakota, Hoa Kỳ. Năm 2010, dân số của xã này là 14 người.